# Numia factaria
Numia factaria là một loài bướm đêm trong họ Geometridae.